# Amblyeleotris marquesas
Amblyeleotris marquesas és una espècie de peix de la família dels gòbids i de l'ordre dels cipriniformes que es troba a les Illes Marqueses.